# Athanasius van Scythopolis
Athanasius was een Ariaans bisschop rond 372 Philippus opvolgde op de zetel van Scythopolis.
Hij wordt door Epiphanius ervan beschuldigd met de meest vermetele oneerbiedigheid zijn Ariaanse stellingen te hebben doorgeduwd, dat de Zoon en de Heilige Geest waren geschapen en niets gemeenschappelijk hadden met de Goddelijke natuur.

## Bron
- Epiph., Haer. LXXIII 37, p. 885.

## Referentie
- E. Venables, art. Athanasius, bp. of Scythopolis, in H. Wace - W.C. Piercy (edd.), Dictionary of Christian Biography and Literature to the End of the Sixth Century A.D., with an Account of the Principal Sects and Heresies, Londen, 1911, p. 65.